# Кайнат (солунски вестник)
„Кайнат“ (на османски турски: كائنات; на турски: Kainat, в превод вселена) е османски вестник, излизал в Солун, Османската империя от 1909 година след реформите на младотурския режим.
Излиза 2 пъти в седмицата. Вестникът се занимава с политически, правни, литературни и художествени проблеми.